# Trinacromerum

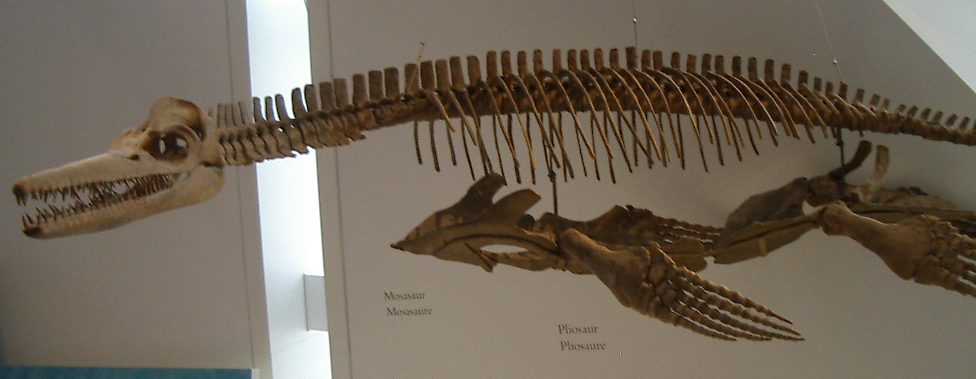
Vista de perfil de Trinacromerum

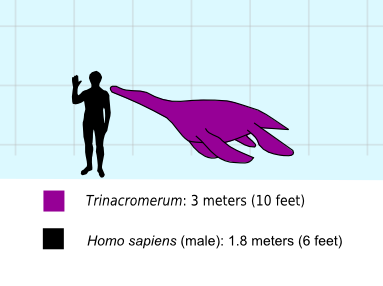
Trinacromerum con un humano a escala.

Trinacromerum es un género extinto de plesiosauroide policotílido, que vivió en el Cretácico superior, en lo que hoy es Kansas, en Estados Unidos. Medía cerca de 3 metros de longitud corporal. Sus dientes muestran que se alimentaba de peces.
Las largas aletas de Trinacromerum le permitían alcanzar grandes velocidades de nado. Su apariencia física fue descrita por el biólogo Richard Ellis como algo similar a un "pingüino de cuatro aletas."